# Jacob Kulling
Anders Jacob Kulling, född den 5 oktober 1897 i Lindärva socken, Skaraborgs län, död den 17 mars 1996, var en svensk skolman och litteraturvetare. 
Kulling, som var prästson, blev docent i litteraturhistoria vid Stockholms högskola 1931 och promoverades till filosofie doktor 1933. Han blev lektor vid högre allmänna läroverket i Västervik 1933, Västerås 1946 och hade samma tjänst i Bromma 1953–1966 för Stockholms stad. Kumlien är begraven på Bromma kyrkogård.